# Lagamar
Lagamar là một đô thị thuộc bang Minas Gerais, Brasil. Đô thị này có diện tích 1425,741 km², dân số năm 2007 là 7636 người, mật độ 5 người/km².